# Célula procariota
Una célula procariota es un organismo unicelular, cuyo material genético se encuentra disperso en el citoplasma, reunido en una zona denominada nucleoide. Por el contrario, las células que sí tienen un núcleo diferenciado del citoplasma, se llaman eucariotas, es decir, aquellas en las que su ADN se encuentra dentro de un compartimento separado del resto de la célula, mediante la envoltura nuclear.

Estructura celular de una bacteria, típica célula procariota.

Además, el término procariota hace referencia a los organismos pertenecientes al dominio Prokaryota, cuyo concepto coincide con el reino Monera de las clasificaciones de Herbert Copeland o Robert Whittaker que, aunque anteriores, continúan siendo aún populares.
Casi sin excepción los organismos basados en células procariotas son unicelulares.
Se cree que todos los organismos que existen actualmente derivan de una forma unicelular procariota (LUCA).
Existe una teoría, llamada endosimbiosis seriada, que considera que a lo largo de un lento proceso evolutivo, hace unos 2500 millones de años, los complejos eucariotas derivaron de procariotas especialmente una arquea que entró en endosimbiosis con una bacteria que dio origen a las mitocondrias.

## Estructura celular
La estructura celular procariota básica tiene los siguientes componentes:
- Membrana celular
- Pared celular (excepto en micoplasmas y termoplasmatos)
- Citoplasma
- Nucleoide
- Ribosomas
- Compartimentos procariotas. Se han identificado compartimentos que parecen tener el propósito de resguardar o llevar a cabo ciertos tipos de tareas especializadas. Algunos de ellos son Clorosomas, Carboxisomas, Anammoxosomas, Ficobilisomas, Proteosomas y Magnetosomas.

Adicionalmente también puede haber:
- Flagelo(s)
- Membrana externa (en bacterias Gram negativas)
- Periplasma.
- Cápsula
- Inclusiones citoplasmáticas (nutrientes y vesículas de gas)
- Pili o fimbrias
- Glicocálix
- Biopelícula

- Formación de esporas.
- Plásmidos
- Mesosoma

Para su comparación con la célula eucariota, véase la Tabla comparativa.

## Diversidad bioquímica y metabólica
Desde su aparición, no han sufrido gran diversificación. El metabolismo de las procariotas es enormemente variado (a diferencia de las eucariotas), y causa que algunas procariotas sean muy diferentes a otras. Algunas son muy resistentes a condiciones ambientales extremas como temperatura o acidez, se las llama Extremófilos.

## Nutrición
La nutrición puede ser autótrofa (quimiosíntesis o fotosíntesis) o heterótrofa (saprofita, parásita o simbiótica). En cuanto al metabolismo los organismos pueden ser: anaerobios estrictos o facultativos, o aerobio.
- La quimiosíntesis es la conversión biológica de moléculas de un carbono y nutrientes en materia orgánica usando la oxidación de moléculas inorgánicas como fuente de energía, sin el empleo de luz  solar, a diferencia de la fotosíntesis. Una gran parte de los organismos vivientes basa su existencia en la producción quimiosintética en fallas termales, cepas frías u otros hábitats extremos a los cuales la luz solar es incapaz de llegar.[8]

- La fotosíntesis es la base de la vida actual en la Tierra. Consiste en una serie de procesos mediante los cuales las plantas, algas y algunas bacterias captan y utilizan la energía de la luz para transformar la materia inorgánica de su medio externo en materia orgánica que utilizan para su crecimiento y desarrollo.[9]

Los organismos capaces de llevar a cabo este proceso se denominan fotótrofos y si además son capaces de fijar el CO2 atmosférico (lo que ocurre casi siempre) se llaman autótrofos. Salvo en algunas bacterias, en el proceso de fotosíntesis se producen liberación de oxígeno molecular (proveniente de moléculas de agua) hacia la atmósfera (fotosíntesis oxigénica).
Es ampliamente admitido que el contenido actual de oxígeno en la atmósfera se ha generado a partir de la aparición y actividad de dichos organismos fotosintéticos. Esto ha permitido la aparición evolutiva y el desarrollo de organismos aerobios capaces de mantener una alta tasa metabólica (el metabolismo aerobio es muy eficaz desde el punto de vista energético).
La otra modalidad de fotosíntesis, la fotosíntesis anoxigénica, en la cual no se libera oxígeno, es llevada a cabo por un número reducido de bacterias, como las bacterias púrpuras del azufre y las bacterias verdes del azufre; estas bacterias usan como donador de hidrógenos el H2S, con lo que liberan azufre.
- Nutrición saprofita: basada en restos de seres vivos, de los que produce la descomposición.
- Nutrición parásita: obtienen el alimento de un hospedador al que perjudican pero no llegan a matar.[13]
- Nutrición simbiótica: los seres que realizan la simbiosis obtienen la materia orgánica de otro ser vivo, el cual también sale beneficiado.

## Reproducción
Se da de dos maneras: reproducción asexual o parasexual
- Reproducción asexual por bipartición o fisión binaria: es la forma más sencilla y rápida en organismos unicelulares, cada célula se parte en dos, previa división del material genético y posterior división de citoplasma (citocinesis).[14]

- Reproducción parasexual, para obtener variabilidad y adaptarse a diferentes ambientes, entre las bacterias puede ocurrir intercambio de ADN como la conjugación, la transducción y la transformación.
- Conjugación: Proceso que ocurre cuando una bacteria hace contacto con otra usando un hilo llamado PILI. En el momento en el que los citoplasmas están conectados, el individuo donante (considerado como masculino) transfiere parte de su ADN a otro receptor (considerado como femenino) que lo incorpora (a través del PILI) a su dotación genética mediante recombinación y lo transmite a su vez al reproducirse.[15]
- Transducción: En este proceso, un agente transmisor, que generalmente es un virus, lleva fragmentos de ADN de una bacteria parasitada a otra nueva receptora, de tal forma que el ADN de la Bacteria parasitada se integra al ADN de la nueva bacteria.[16]
- Transformación: Una bacteria puede introducir en su interior fragmentos de ADN que están libres en el medio (plásmidos). Estos pueden provenir del rompimiento o degradación de otras bacterias a su alrededor.[17]

## Tipos de Célula Procariota

### Según su morfología

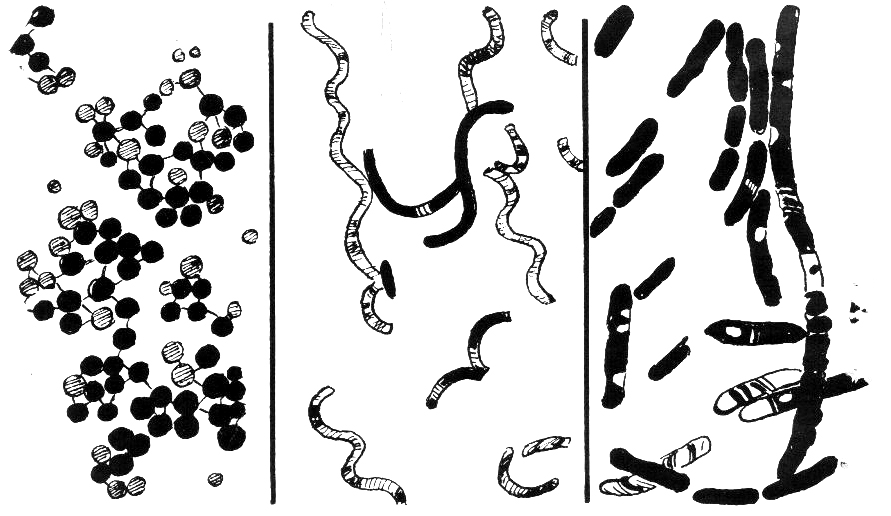
De izquierda a derecha: Cocos, espirilos y bacilos.

- Coco es un tipo morfológico de bacteria. Tiene forma más o menos esférica (ninguna de sus dimensiones predomina claramente sobre las otras).[18]
- Los bacilos son bacterias que tienen forma de bastón, cuando se observan al microscopio. Los bacilos se suelen dividir en:
  - Bacilos Gram positivos: fijan el violeta de genciana (tinción de Gram) en la pared celular porque carecen de capa de lipopolisacáridos.
  - Bacilos Gram negativos: no fijan el violeta de genciana porque poseen la capa de lipopolisacárido.
- Vibrio es un género de bacterias, incluidas en el grupo gamma de las proteobacterias. Varias de las especies de Vibrio son patógenas, provocando enfermedades del tracto digestivo, en especial Vibrio cholerae, el agente que provoca el cólera, y Vibrio vulnificus, que se transmite a través de la ingesta de marisco.
- Los espirilos son bacterias flageladas de forma helicoidal o de espiral. Se desplazan en medios viscosos avanzando en tornillo. Su diámetro es muy pequeño, lo que hace que puedan atravesar las mucosas; por ejemplo Treponema pallidum que produce la sífilis en el hombre. Son más sensibles a las condiciones ambientales que otras bacterias, por ello cuando son patógenas se transmiten por contacto directo (vía sexual) o mediante vectores, normalmente artrópodos hematófagos

En otros casos, especialmente en arqueas, se puede encontrar una variada morfología, lo que incluye formas pleomórficas (formas cambiantes), irregulares, lobuladas, planas, rectangulares o cuadradas como Haloquadratum.

### Según la envoltura celular

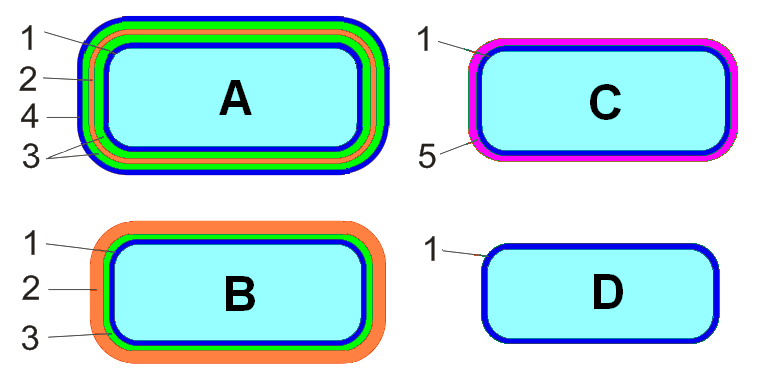
Tipos de procariontes según su envoltura celular. A: bacteria Gram negativa, B: bacteria Gram positiva, C: arquea, D: micoplasma. 1- membrana citoplasmática, 2- pared celular bacteriana, 3- espacio periplasmático, 4- membrana externa, 5- pared celular arqueana.

Dependiendo del tipo de pared celular y el número de membranas, puede haber los siguientes tipos de células procariotas:
- A) Gracilicutes (=piel delgada), propio de las bacterias gram negativas, las cuales son didérmicas, es decir, de doble membrana y entre estas membranas una delgada pared de peptidoglicano
- B) Firmicutes (=piel fuerte), propio de las bacterias gram positivas, con una membrana citoplasmática y una gruesa pared de peptidoglicano
- C) Mendosicutes (=piel rara), propio de las arqueas, con una pared celular mayormente de glicopéptidos diferentes del de las bacterias. La membrana plasmática es igualmente diferente, ya que los lípidos se unen a los gliceroles con enlaces éter, en lugar de enlaces éster como en las bacterias
- D) Tenericutes (=piel delicada), propio de los micoplasmas, bacterias endoparásitas que carecen de pared celular, al parecer como una adaptación evolutiva al hábitat intracelular[20]

## Clasificación biológica

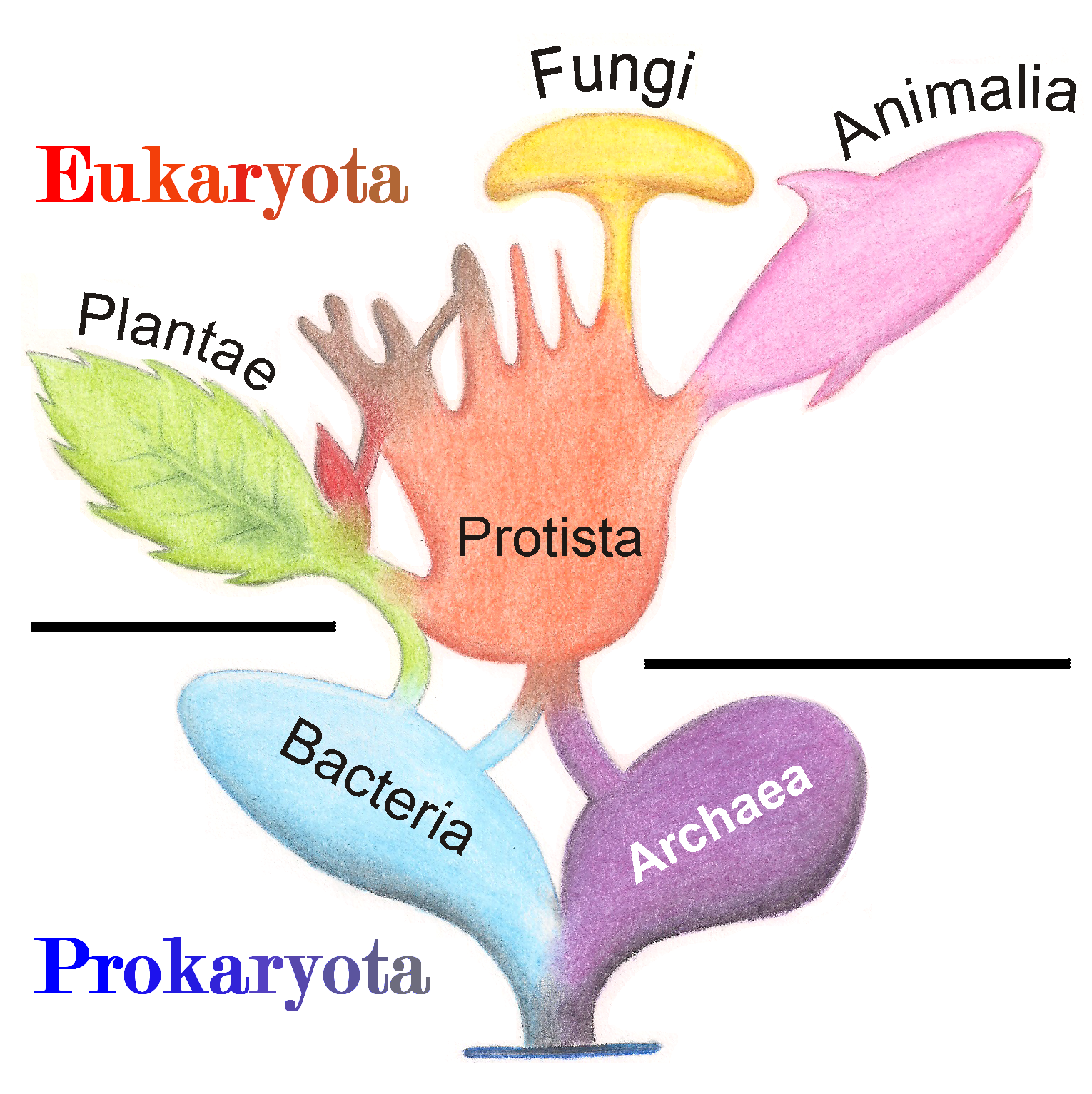
Árbol filogenético de organismos vivos, que muestra los orígenes de eucariotas y procariotas

Según el Sistema de tres dominios los grupos procariotas principales son Archaea y
Bacteria. La diferencia más importante que sustentó en un inicio la diferencia entre estos dos grupos está en la secuencia de bases nitrogenadas de las fracciones del ARN ribosomal 16S.
- Arqueas  son microorganismos unicelulares muy primitivos. Al igual que las bacterias, las archaea carecen de núcleo y son por tanto procariontes.[22] Sin embargo, las diferencias a nivel molecular entre archaeas y bacterias son tan fundamentales que se las clasifica en grupos distintos. De hecho, estas diferencias son mayores de las que hay, por ejemplo, entre una planta y un animal. Actualmente se considera que las archaea están filogenéticamente más próximas a los eucariontes que a las bacterias. Las archaea fueron descubiertas originariamente en ambientes extremos (como en fosas oceánicas o en aguas con elevado contenido en sal), pero desde entonces se las ha hallado en todo tipo de hábitats.
  - Metanógenos son microorganismos procariontes que viven en medios estrictamente anaerobios y que obtienen energía mediante la producción de gas natural, el metano (CH4).[23] Gracias a esta característica, este tipo de organismo tiene una gran importancia ecológica, ya que interviene en la degradación de la materia orgánica en la naturaleza, y en el ciclo del carbono. Además, son un grupo filogenéticamente heterogéneo en donde el factor común que las une es la producción de gas metano y sus cofactores únicos. Las podemos encontrar en nuestro intestino.
  - Halófilas:[24] Viven en ambientes extremadamente salinos. Halococcus y Halobacterium solo viven en medios con más del 12% de sal (mucho más salado que el agua de mar).
  - Las hipertermófilas[25] viven y desarrollan en condiciones de temperaturas extremas y pH extremos en sitios con actividad volcánica (como géiseres) en las dorsales oceánicas, donde la mayoría de seres vivos serían incapaces de sobrevivir. Existe la teoría de que fueran posiblemente las primeras células simples.

- Bacterias son organismos microscópicos formados por células procariotas más evolucionadas. Las cianobacterias, también conocidas como algas verdeazules, son eubacterias fotosintéticas y coloniales que han estado viviendo sobre nuestro planeta por más de 3 000 millones de años. Esta bacteria crece en esteras y montículos en las partes menos profundas del océano. Hoy en día solo las hay en algunas regiones, pero hace miles de millones de años las había en tan gran número, que eran capaces de añadir, a través de la fotosíntesis, suficiente oxígeno a la primitiva atmósfera de la Tierra, como para que los animales que necesitaban oxígeno pudieran sobrevivir.

## Virus
Los virus no son células, por eso no son procariotas, ni eucariotas, debido a que son partículas y, por ello, carecen de membrana plasmática y del contenido básico presente en todas las células, como el citoplasma y los ribosomas, ya que únicamente cuentan con un segmento de ácido nucleico o genoma(ADN o ARN), rodeado de una cubierta proteica (cápside). 
Son incapaces de reproducirse solo, por lo que infectan a huéspedes y usan las células de estos para copiar su propio material genético. 
Además, no tienen metabolismo, ni mantienen homeostasis.  
En virología, se llama virión a la forma extracelular del virus, mientras no se encuentra infectando una célula.